# Hospitalsapoteket Aarhus
Hospitalsapoteket Aarhus (tidligere Sygehusapoteket Århus Amt) eksisterer ikke mere, men er nu en del af Hospitalsapoteket Region Midtjylland. 
Tidligere (før 2014) var det et af de fire sygehusapoteker i Region Midtjylland.
Sygehusapoteket var en sygehusafdeling beliggende på Aarhus Universitetshospital, Århus Sygehus. Hospitalsapoteket Aarhus blev ledt af sygehusapoteker Henny Jørgensen og en ledende farmakonom. Sygehusapoteket var delt op i 6 afdelinger, der hver blev styret af en afdelingsfarmakonom eller afdelingsfarmaceut.
Hospitalsapoteket beskæftigede tilsammen ca. 200 medarbejdere:
- 105 farmakonomer
- 20 farmaceuter
- 24 defektricer
- 15 apoteksmedhjælpere
- 12 laboranter
- 15 apoteksportører
- 9 hospitalsapoteksmedhjælpere

## Eksterne kilder, links og henvisninger
56°9′58.31″N 10°12′31.72″Ø / 56.1661972°N 10.2088111°Ø